# Halvbatterifører
Halvbatterifører (HF). Titel i Artilleriet. Et artilleribatteri svarer til infanteriets kompagni og består normalt af 6 artilleripjecer (trukne eller selvkørende). HF leder halvdelen af batteriet, dvs. 3 artilleripjecer. Funktionen varetages ofte af en værnepligtig løjtnant eller premierløjtnant. Stillingen som HF er underlagt næstkommanderende/stillingskommandøren i batteriet.